# Hieronymus Schulz
Hieronymus Schulz (1460 - 29 de outubro de 1522) foi um bispo de Brandemburgo. Tornou-se conhecido na história por ser uma das primeiras pessoas à ter acesso a impressão original das 95 Teses de Martinho Lutero, momentos antes dele enviá-las para Alberto de Mainz, arcebispo de Mainz.